# Youssef Chermiti
Youssef Chermiti, né le 24 mai 2004 à Vila do Porto au Portugal, est un footballeur portugais(espoir) d'origine cap verdienne et tunisienne qui évolue au poste d'attaquant à l'Everton FC.

## Biographie
Né à Vila do Porto, dans les Açores, d'un père tunisien et une mère capverdienne, Youssef Chermiti est le cousin de l'international tunisien Amine Chermiti,.

### Carrière en club
Passé par plusieurs clubs de son île natale, Santa Maria, Chermiti rejoint à 12 ans le centre de formation du Sporting à Lisbonne, où il signe son premier contrat professionnel en juillet 2020,,.
Youssef Chermiti fait ses débuts professionnels avec le Sporting le 15 janvier 2023, entrant en jeu lors du derby contre le Benfica en Championnat du Portugal,.
S'étant imposé dans l'effectif professionnel lors de cette demi-saison que le sporting termine sur 14 matchs sans défaite,, il est transféré à l'Everton FC en août 2023,.

### Carrière en sélection
Youssef Chermiti est international portugais en équipes de jeunes, ayant notamment joué avec les moins de 16 ans à partir de 2019. À également participé à deux match avec l'équipe du Portugal(espoir) en 2023 donc éligible pour représenter la sélection portugaise où Tunisienne